# Veronicastrum stenostachyum
Veronicastrum stenostachyum är en grobladsväxtart. Veronicastrum stenostachyum ingår i släktet kransveronikor, och familjen grobladsväxter.

## Underarter
Arten delas in i följande underarter:
- V. s. nanchuanense
- V. s. plukenetii
- V. s. stenostachyum